# Jerzy Krzętowski
Jerzy Krzętowski (ur. 26 marca 1970 roku w Warszawie) – polski rysownik satyryczny, ilustrator, zajmuje się również editorial cartoon.
Debiutował rysunkiem satyrycznym w 1991 roku na łamach tygodnika NIE. Publikuje w Newsweek Polska, Dziennik Gazeta Prawna, Gazeta Giełdy Parkiet, Super Express, Gazeta Finansowa, Komputer Świat. Co niedziela, w programie Narożnik Newsweeka (Polsat News) tworzy satyryczne komentarze wydarzeń minionego tygodnia (program na żywo). W latach 1998–2002 był współwydawcą miesięcznika satyrycznego Gilotyna. W roku 2004 współtworzył cotygodniowy dodatek satyryczny Gilotyna dla Super Expressu. W 2002 roku wraz z Jurkiem Wasiukiewiczem założył Agencję Rysunkową Jurek.pl zajmującą się rysunkiem satyrycznym, ilustracją prasową oraz karykaturą skupiającą kilkudziesięciu polskich artystów. W chwili obecnej jego twórczość została zdominowana przez editorial cartoon.